# Liste der Kulturdenkmäler in Eisenach (Eifel)
In der Liste der Kulturdenkmäler in Eisenach sind alle Kulturdenkmäler der rheinland-pfälzischen Ortsgemeinde Eisenach aufgeführt. Grundlage ist die Denkmalliste des Landes Rheinland-Pfalz (Stand: 27. Juni 2022).

## Einzeldenkmäler
| Bezeichnung                        | Lage                                 | Baujahr                  | Beschreibung | Bild            |
| ---------------------------------- | ------------------------------------ | ------------------------ | --- | --------------- |
| Friedhofskreuz                     | Edinger Weg, auf dem Friedhof Lage   | 1879                     | neugotisches Friedhofskreuz, bezeichnet 1879                                                                                          | BW              |
| Katholischer Pfarrhof              | Im Hof 1 Lage                        | 1853                     | Wohnhaus, Stall, Scheune, Remise, Backhaus, Obstgarten mit Bruchsteinmauer, 1853                                                      | BW              |
| Wegekapelle                        | Irreler Straße, gegenüber Nr. 8 Lage | um 1900                  | Wegekapelle; Satteldachbau mit neugotischer Fassade, um 1900                                                                          | BW              |
| Wegekreuz                          | Irreler Straße, bei Nr. 11 Lage      | 1716                     | Wegekreuz, Schaft bezeichnet 1716 | Fotos hochladen |
| Hofanlage                          | Irreler Straße 17 Lage               | 1711                     | Winkelhof; zweiteiliges Wohnhaus mit Krüppelwalmdach, bezeichnet 1859 und (ehemals bezeichnet) 1711, Wirtschaftstrakt bezeichnet 1866 | BW              |
| Wegekreuz                          | Irreler Straße, bei Nr. 18 Lage      | 16. oder 17. Jahrhundert | Wegekreuz; reliefierter Sockel aus dem 16. oder 17. Jahrhundert, schmiedeeisernes Kreuz nach 1918                                     | BW              |
| Portal                             | Margaretenstraße, an Nr. 6 Lage      | 1844                     | Portal mit originalem Türblatt, bezeichnet 1844, Supraporte mit Eichenlaubzweigen                                                     | BW              |
| Wegekapelle                        | Martinstraße Lage                    | 1884                     | Wegekapelle; Kalksteinquaderbau, bezeichnet 1884                                                                                      | BW              |
| Katholische Pfarrkirche St. Martin | Martinstraße 10 Lage                 | 1897/98                  | zweischiffige neugotische Hallenkirche, 1897/98, Architekt Knepper, Diekirch, Turm über älterer Vorhalle; mit Ausstattung             | BW              |
| Wegekreuz                          | südöstlich des Ortes Lage            | 1608                     | Wegekreuz, barocker Schaft bezeichnet 1608                                                                                            | Fotos hochladen |